# Deutsches Meisterschaftsrudern 2001
Das 112. Deutsche Meisterschaftsrudern wurde 2001 in Köln ausgetragen. Wie im Vorjahr wurden in 24 Bootsklassen Medaillen vergeben, davon 14 bei den Männern und 10 bei den Frauen.

## Medaillengewinner

### Männer
| Bootsklasse                           | Gold | Silber | Bronze |
| ------------------------------------- | --- | --- | --- |
| Einer                                 | Marcel Hacker (Casseler Frauen-RV) | Thomas Walkenhorst (Regensburger RV von 1898) | Andreas Schwab (RG Ghibellinia Waiblingen) |
| Doppelzweier                          | Rgm. RTHC Bayer Leverkusen / Koblenzer RC Rhenania Stephan Volkert Stefan Roehnert | Rgm. Berliner Ruder-Club / Heilbronner RG Schwaben Daniel Hausdörfer Benjamin Müller | Rgm. Vegesacker RV / Potsdamer RG Thomas Stoll André Mücke |
| Zweier ohne Steuermann                | Rgm. Berliner Ruder-Club / RK am Wannsee Berlin Jan Herzog Ike Landvoigt | Hannoverscher RC von 1880 Jan Westphalen Tobias Kühne | Berliner Ruder-Club Robert Sens Detlef Kirchhoff |
| Zweier mit Steuermann                 | Rgm. Berliner Ruder-Club / Dresdner RC 1902 Stefan Heinze Lars Krisch Axel Beutelmann (Stm.) | RG Wiking Berlin Dirk Meusel Hendrik Hirschfelder Olaf Kaska (Stm.) | Rgm. Bonner RG / RTHC Bayer Leverkusen Javor Filipov Thorsten Jonischkeit Cornelia Hahn (Stf.) |
| Doppelvierer                          | Rgm. Hallesche Rvg. Böllberg-Nelson / RC Magdeburg / Ratzeburger RC Christian Schreiber André Willms Marco Geisler Andreas Hajek | Hallesche Rvg. Böllberg-Nelson Steffen Blättermann Marco Spielau Matthias Weiss Marco Rudolph | Rgm. Potsdamer RG / RC Magdeburg / RC Favorite Hammonia Hamburg / Rostocker RC von 1885 Jörg Schulze René Bertram Benjamin Müller Martin Bahls |
| Vierer ohne Steuermann                | Rgm. RV Weser Hameln / RV Oberhausen / SV Oderhort / RG Wiesbaden-Biebrich 1888 Sebastian Schulte Stephan Koltzk Ulf Siemes Michael Ruhe | Rgm. RC Hansa Dortmund / RK am Baldeneysee Essen / Gießener RG 1877 / Koblenzer RC Rhenania Felix Heimann Thorbjörn Dorow Andreas Brinck Christian Schmidt | Keine weiteren Boote am Start. |
| Vierer mit Steuermann                 | Rgm. RC Tegel 1886 / ARV zu Leipzig / ORC Rostock von 1956 / Potsdamer RG / RRG Mülheim Martin Zobelt Bastian Tesching Johannes Doberschütz Thorsten Engelmann Felix Erdmann (Stm.) | Rgm. Osnabrücker RV / RV Münster von 1882 / Gießener RG 1877 / RG Wetzlar 1880 Anders Sass Falko Panther Daniel Tusch Jan Tebrügge Jan Pitzer (Stm.) | Rgm. Bonner RG / RTHC Bayer Leverkusen Jan Sahner Javor Filipov Markus Steiner Thorsten Jonischkeit Cornelia Hahn (Stf.) |
| Achter                                | Rgm. RV Weser Hameln / RV Oberhausen / Gießener RG 1877 / RV Münster von 1882 / SV Oderhort / RV Emscher Wanne-Eickel-Herten / RG Wiesbaden-Biebrich 1888 / RC Hansa Dortmund / RG Wertheim Sebastian Schulte Enrico Schnabel Sebastian Thormann Stephan Koltzk Philipp Stüer Paul Dienstbach Ulf Siemes Michael Ruhe Peter Thiede (Stm.) | Rgm. Limburger CfW / RG Heidelberg 1898 / RV Weser Hameln / RG Eberbach / RC Undine Radolfzell / Crefelder RC 1883 / Frankfurter RG Germania / RTHC Bayer Leverkusen Andreas Penkner Gregor Hauffe Axel Maier Dirk Marterer Jan-Martin Bröer Falko Schneider Toni Seifert Markus Ganter Stefan Lier (Stm.) | Rgm. Dresdner RC 1902 / Hannoverscher RC von 1880 / RG Wiking Berlin / RK am Wannsee Berlin / ORC Rostock von 1956 / Potsdamer RG / RC Tegel 1886 / ARV zu Leipzig / RRG Mülheim Jörg Dießner Tobias Kühne Hendrik Hirschfelder Jan Herzog Martin Zobelt Bastian Tesching Johannes Doberschütz Thorsten Engelmann Felix Erdmann (Stm.) |
| Leichtgewichts-Einer                  | Ingo Euler (Mainzer RV von 1878) | Peter Ording (TSV Bremervörde) | Matthias Kleinz (Limburger CfW) |
| Leichtgewichts-Doppelzweier           | Rgm. RU Arkona Berlin / Mainzer RV von 1878 Ingo Euler Manuel Brehmer | Rgm. RG Wiking Leipzig / Ratzeburger RC Jens Wittwer Jörg Lehnigk | Rgm. Osnabrücker RV / RK am Wannsee Berlin Matthias Bergmann Christian Brokat |
| Leichtgewichts-Zweier ohne Steuermann | RG Wiking Berlin Carsten Borchardt Martin Hasse | Rgm. RC Tegel 1886 / RTHC Bayer Leverkusen Stefan Locher Axel Schuster | Rgm. Essen-Werdener RC / WSV Honnef Martin Fauck Markus Heidenreich |
| Leichtgewichts-Doppelvierer           | Rgm. RC Allemannia von 1866 Hamburg / Breisacher RV / Berliner Ruder-Club / RG Wetzlar 1880 Michael Wieler Joachim Drews Sven Johannesmeier Konrad von Kottwitz | Rgm. Mainzer RV von 1878 / RC Allemannia von 1866 Hamburg / Hanauer RC Hassia / RG Ghibellinia Waiblingen Markus Baumann Markus Hartung Franz Mauer Alexander Lutz | Rgm. RV Wandsbek / RC Favorite Hammonia Hamburg Simon Stellmer Christoph Burmeister Alexander Bernhardt Andre Guskow |
| Leichtgewichts-Vierer ohne Steuermann | Rgm. RV Saarbrücken / RV Weser Hameln / Deutscher Ruder-Club von 1884 Markus Pütz Matthias Hobein Arne Hothan Birger Arne Schmidt | Rgm. RV Münster von 1882 / Limburger CfW / RC Hamm von 1890 Michael Bitter Christian Gerlach Christian Schröer Alexander Kortmann | Rgm. Bonner RG / RC Aschaffenburg von 1898 / RG Treis-Karden 1969 Florian Harnacke Manuel Nollen Philipp Gehrig Johannes Tuchscherer |
| Leichtgewichts-Achter                 | Rgm. RV Saarbrücken / RV Weser Hameln / Deutscher Ruder-Club von 1884 / RK am Wannsee Berlin / Berliner Ruder-Club / Essen-Werdener RC / WSV Honnef / Hannoverscher RC von 1880 Markus Pütz Matthias Hobein Arne Hothan Birger Arne Schmidt Martin Fauck Markus Heidenreich Christian Albert Patrick Laible Axel Beutelmann (Stm.)        | Rgm. ETuF Essen / Limburger CfW / RC Hamm von 1890 / RC Tegel 1886 / RTHC Bayer Leverkusen / RV Münster von 1882 / WSV Honnef Michael Bitter Alex Kortmann Christian Schröer Christian Gerlach Sven Schulz Gero Mimberg Stefan Locher Axel Schuster Jörg Dederding (Stm.)                                  | Rgm. RG Wiking Berlin / Würzburger RV Bayern / Mainzer RV von 1878 / VWS Mannheim / Frankfurter RG Germania / Mannheimer RC von 1875 / Limburger CfW Andreas Laib Tobias Müller Felix Kremer Oliver Ibielski Lars Dingemann Matthias Kleinz Carsten Borchardt Martin Hasse Christian Scheer (Stm.)                                     |

### Frauen
| Bootsklasse                           | Gold | Silber | Bronze |
| ------------------------------------- | --- | --- | --- |
| Einer                                 | Katrin Rutschow-Stomporowski (RK am Wannsee Berlin) | Marita Scholz (Dresdner RC 1902) | Manuela Zander (RV Kurhessen-Cassel) |
| Doppelzweier                          | Potsdamer RG Kathrin Boron Kerstin Kowalski | Rgm. Potsdamer RG / RV Friedrichshafen Sabine Kosmehl Magdalena Schmude | Rgm. Hürther RG / RC Süderelbe Hamburg Monika Bauer Judith Obrocki |
| Zweier ohne Steuerfrau                | Rgm. RV Triton Leipzig / Dresdner RC 1902 Sandra Goldbach Maja Tucholke | RG Geesthacht Mira van Daelen Sonja van Daelen | RV Saarbrücken Anja Pyritz Dana Pyritz |
| Doppelvierer                          | Rgm. Hellas-Titania Berlin / Pirnaer Ruderverein 1872 / RC Magdeburg / Potsdamer RG Britta Oppelt Peggy Waleska Manuela Lutze Manja Kowalski | Rgm. Potsdamer RG / Alster-RV Hanseat von 1925 Hamburg Kathrin Schneider Ann-Christin Tippenhauer Christiane Huth Jördis Gramowski | Keine weiteren Boote am Start. |
| Vierer ohne Steuerfrau                | Rgm. Kettwiger RG von 1906 / RC Tegel 1886 / RV Saarbrücken Britta Holthaus Susanne Schmidt Dana Pyritz Lenka Wech | Rgm. Rostocker RC von 1885 / Dresdner RC 1902 / RG Wiking Leipzig Nicole Zimmermann Katharina Reimann Sandra Goldbach Maja Tucholke | Rgm. Dresdner RC 1902 / Meißner RC / Dresdner RV / RG Wiking Leipzig Christiane Hölzel Kerstin Naumann Anna Forberger Mandy Emmrich                                                                                                 |
| Achter                                | Rgm. RV Saarbrücken / RG Rotation Berlin / RC Tegel 1886 / Kettwiger RG von 1906 / Potsdamer RG / Ludwigshafener RV von 1878 / RV Emscher Wanne-Eickel Herten Lenka Wech Silke Günther Anja Pyritz Dana Pyritz Britta Holthaus Susanne Schmidt Katlehn Rodewald Anja Hannöver Annina Ruppel (Stf.) | Rgm. RV Saarbrücken / Frankfurter RG Germania / RG Geesthacht / WSV Honnef / Dresdner RC 1902 / RV Triton Leipzig / ORC Rostock von 1956 Mira van Daelen Sandra Goldbach Maja Tucholke Nicole Zimmermann Katharina Reimann Anke Weiler Yvonne Weckesser Sonja van Daelen Doreen Schnell (Stf.) | Rgm. Dresdner RC 1902 / Dresdner RV / Meißner RC / RG Wiking Leipzig / RC Magdeburg Anja Kalder Diana Albrecht Mandy Emmrich Juliana Brunzlaff Andrea Liebich Kerstin Naumann Anna Forberger Christiane Hölzel Claudia Lödel (Stf.) |
| Leichtgewichts-Einer                  | Anna Kleinz (Limburger CfW) | Svenja Zurkuhl (Osnabrücker RV) | Eva Lutz (Deutscher Ruder-Club von 1884) |
| Leichtgewichts-Doppelzweier           | Rgm. Dresdner RV / Rendsburger RV Claudia Blasberg Janet Radünzel | Rgm. RC Neumünster / Ludwigshafener RV von 1878 Berit Carow Sandra Schnitzer | Rgm. ORC Rostock von 1956 / RC Bergedorf Hamburg Marie-Louise Dräger Vanessa Burmester |
| Leichtgewichts-Zweier ohne Steuerfrau | Rgm. RV Wandsbek / Potsdamer RC Germania Maja Darmstadt Nadine Möller | Keine weiteren Boote am Start. | Keine weiteren Boote am Start. |
| Leichtgewichts-Doppelvierer           | Rgm. Dresdner RV / Rendsburger RV / Limburger CfW / Osnabrücker RV Claudia Blasberg Janet Radünzel Anna Kleinz Svenja Zurkuhl | Rgm. Ulmer RC Donau / Potsdamer RG / ORC Rostock von 1956 / RC Bergedorf Hamburg Karin Maier Daniela Reimer Vanessa Burmester Marie-Louise Dräger | Rgm. RK am Wannsee Berlin / Hamburger RC von 1925 / RC Havel Brandenburg Steffi Donner Anne Klaus Ingar Seemann Michaela Spitzer |